# メキシコゴファーガメ
メキシコゴファーガメ（学名：Gopherus flavomarginatus）は、リクガメ科ゴファーガメ属に分類されるカメ。

## 分布
メキシコ北部固有種

## 形態
最大甲長40cmとゴファーガメ属最大種。背甲はやや扁平で、上から見ると幅広い楕円形。背甲の甲板は成長輪がやや明瞭。後部縁甲板は弱く鋸状に尖る。背甲や腹甲の色彩は黄色や黄褐色で、孵化直後からある甲板（初生甲板）周辺は黒や暗褐色。
前肢の第1指の爪から第3指の爪までの間隔は、後肢の第1趾の爪から第3趾の爪までの間隔と等しい。頭部や四肢、尾の色彩は黄色や褐色。

## 生態
基底が砂の砂漠や草原などに生息する。最大で長さ1,000cm、深さ150-250cmの深い穴を掘り生活する。年間を通して複数の巣穴を使用する。乾季や冬季になると深い巣穴の中で休眠する。
食性は植物食で、草、木の葉などを食べる。
繁殖形態は卵生。1回に5-6個の卵を年に1-2回に分けて産む。

## 人間との関係
開発や放牧による生息地の破壊、ペット用の採集（密猟）などにより生息数が減少している。生息地では法的に保護の対象とされている。